# Marc Degens
Marc Degens (* 18. August 1971 in Essen) ist ein deutscher Schriftsteller, Herausgeber, Verleger und Musiker.

## Leben
Marc Degens studierte nach dem Abitur Germanistik und Soziologie an der Ruhr-Universität Bochum. Als Mitglied der deutschen Donaldisten schrieb er seine Magisterarbeit über die Formen und Funktionen des Comiczitats in der deutschsprachigen Gegenwartsliteratur. Er war Mitglied der Musikgruppen Stendal Blast, Die blutjungen Dilettanten und Superschiff. Seit 1995 ist er Programmleiter des von ihm mitgegründeten Berliner Independent-Verlags SUKULTUR. Von 2000 bis 2012 war Degens Herausgeber und Literaturredakteur des Internetkulturmagazins satt.org und kuratierte Veranstaltungen, Wanderausstellungen und Literaturfestivals u. a. in Deutschland, Tschechien und der Slowakei. Von 2007 bis 2010 lebte er in Jerewan (Armenien) und von 2014 bis 2018 in Toronto (Kanada). Seit 2024 lebt Degens in Berlin.

### Literarisches Werk
Sein Werk umfasst Romane, Erzählungen, Essays, Gedichte, Rezensionen und Feuilletons. Seine Texte erscheinen in Zeitungen, Zeitschriften (u. a. Akzente, Der Alltag, Am Erker, Kultur & Gespenster, Merkur, Metamorphosen, ndl, Der Rabe, Testcard) und Anthologien. Bekannt wurde Degens mit der Romankolumne „Unsere Popmoderne“, die von 2001 bis 2002 in der Frankfurter Allgemeinen Zeitung und von 2005 bis 2012 in der österreichischen Literaturzeitschrift Volltext erschien. 2012 war Degens Teilnehmer des Literaturfestivals „New Literature from Europe“ in New York. 2014 wurde auf seine Initiative hin die Unterschriftenliste „Dreißig für Wolfgang Welt“ veröffentlicht, in der 30 namhafte Schriftsteller, Journalisten und Literaturwissenschaftler forderten, Wolfgang Welt mit dem Literaturpreis Ruhr auszuzeichnen.

### Als Herausgeber
Von 1996 bis 2015 hat Degens die ersten 147 Bände der Reihe Schöner Lesen und die ersten 11 Bände der Reihe „Aufklärung und Kritik“ herausgegeben, die in Süßwarenautomaten vertrieben werden und in Berlin über 100 000 Mal verkauft wurden. Von 2000 bis 2012 war er Herausgeber und Literaturredakteur des Internetkulturmagazins satt.org. 2009 erschien im SuKuLTuR Verlag der von ihm herausgegebene und mitlektorierte Roman Strobo des Bloggers Airen, der im Mittelpunkt der Plagiatsdebatte um Helene Hegemanns Romandebüt Axolotl Roadkill stand. 2017 gab er das metamorphosen-Sonderheft „Alle meine Ex-Freunde“ über Alt Lit, New Sincerity und das autobiographische Schreiben mit digitalen Schreibwerkzeugen heraus.

## Stimmen
„Marc Degens ist als Romancier hervorgetreten, aber auch als Verleger, literarischer Impresario, Erfinder diverser Formate innerhalb und außerhalb des Internet, sogar als Mitglied einer Popgruppe. Wer ihn je in Aktion erlebt hat – etwa im Berliner Kaffee Burger – musste erkennen, dass die ehrwürdige literarisch-performative Tradition, die das Züricher Cabaret Voltaire begründete, höchst lebendig und zu interessanten Umgestaltungen fähig ist.“

## Auszeichnungen
- 2021: Hamburger Zukunftsstipendium
- 2020: Arbeitsstipendium im mare-Künstlerhaus der Roger-Willemsen-Stiftung
- 2019: Shortlist für den 2. Deutschen Buchtrailer Award (für einen selbstproduzierten Eriwan-Buchtrailer)[7]
- 2018: Nominierung für den Hotlist-Buchpreis der unabhängigen Verlage (für Eriwan)
- 2014: Förderpreis zum Hugo-Ball-Preis der Stadt Pirmasens
- 2013: Arbeitsstipendium der Kunststiftung NRW (für Fuckin Sushi)
- 2010: Stadtschreiber in Novi Sad, Serbien
- 2005: Arbeitsstipendium der Stiftung für deutsch-polnische Zusammenarbeit in der Villa Decius in Krakau
- 2002: Arbeitsstipendium der Berliner Senatsverwaltung für Wissenschaft, Forschung und Kultur (für Hier keine Kunst)

## Werke

### Romane
- Verführung der Unschuldigen. Roman. Ventil Verlag, Mainz 2025, ISBN 978-3-95575-247-7.
- Fuckin Sushi. Roman. Dumont Buchverlag, Köln 2015, ISBN 978-3-8321-9747-6.
- Das kaputte Knie Gottes. Roman. Knaus Verlag, Berlin 2011. ISBN 978-3-8135-0426-2.
- Hier keine Kunst. Roman. Erata Literaturverlag, Leipzig 2008.
- Vanity Love. Roman. Alkyon Verlag, Weissach i. T. 1997.

### Erzählungen, Essays, Prosa (Auswahl)
- Auf Sendung. Berenberg Verlag, Berlin 2023. ISBN 978-3-949203-72-5
- Selfie ohne Selbst. Berenberg Verlag, Berlin 2022. ISBN 978-3-949203-26-8
- Toronto. Aufzeichnungen aus Kanada. Mairisch Verlag, Hamburg 2020. ISBN 978-3-938539-59-0
- Eriwan. Aufzeichnungen aus Armenien. Mit 124 Fotos des Autors. Ille & Riemer, Leipzig 2018. ISBN 978-3-95420-031-3
- Unsere Popmoderne. Verbrecher Verlag, Berlin 2010. ISBN 978-3-940426-59-8
- Abweichen. Über Bücher, Comics, Musik. Erata Literaturverlag, Leipzig 2009. ISBN 978-3-86660-070-6
- Rückbau. Mit einem Nachwort von David Wagner. Erzählung. SUKULTUR, Berlin 2003. ISBN 978-3-937737-25-6

### Herausgaben (Auswahl)
- Sonnenbrand. Reihe für Autofiktionen 1-3. SUKULTUR, Berlin 2019–2022.
- Alle meine Ex-Freunde. Metamorphosen 17. Verbrecher Verlag, Berlin 2017.
- Schöner Lesen 1-147. SUKULTUR, Berlin 1996–2015.
- Aufklärung und Kritik 501-511. SUKULTUR, Berlin 1996–2015.
- Airen: Strobo. Roman. Berlin 2009.

### Hörspiele
- Jarek Grzesica: Der Versuch über etwas anderes als mich selbst zu schreiben. Hörspiel nach Texten von Marc Degens. Erstausstrahlung: Radio Kopernikus, 11. August 2005.

### Musik
- Superschiff: Frauen. 2003.
- Superschiff: Wir sind Superschiff. 2002.
- Stendal Blast: Müll. 1993.

## Interviews
- „Ich glaube, ich habe eine sehr missionarische Ader.“ In: Walter Gödden, Thomas Strauch (Hrsg.): „Ich schreibe, weil...“. Bielefeld [Aisthesis-Verlag] 2011. S. 55–58.
- Das Unbehagen an der Lücke – Interview mit Marc Degens. In: Stefan Höppner: Zok – Roarr – Wumm! Comics in Westfalen. (Literatur auf dem Kulturgut. Dokumentationen 5.) Bielefeld [Aisthesis-Verlag] 2024. S. 30–34.